# 慕容皝
燕文明帝慕容皝（297年—348年10月25日），字元真，小字万年，昌黎棘城（今遼寧義縣）鲜卑族人。中國五胡十六國時代前燕政權奠基人，不過當時仍名義上臣屬於東晉，直至其子慕容儁正式稱帝後，才追尊廟號太祖，諡號為文明皇帝。

## 生平
慕容皝勇武剛毅且多有謀略，崇尚經學，熟悉天文。建武初年拜冠軍將軍、左賢王、封望平侯。太兴四年（321年）十二月，慕容廆封遼東郡公，立身為嫡子的慕容皝为世子。其曾率眾出征，累有戰功，如於永昌元年（322年）率眾入侵段末柸的都城令支（今河北遷安縣西）。太寧末年，慕容皝拜平北將軍，封朝鮮公。咸和八年五月甲寅（333年6月4日），慕容廆去世。六月，慕容皝嗣辽东郡公，以平北将军行平州刺史，督摄部内，统治辽东。

### 平定叛弟
同年，宇文乞得歸被宇文逸豆歸逼逐而在外去世，慕容皝出兵討伐，令宇文逸豆歸畏懼請和，慕容皝於是修築了榆陰和安晉二城後回軍。慕容皝弟征虜將軍慕容仁和廣武將軍慕容昭很得慕容廆寵愛，惹來慕容皝不滿，而二人在慕容皝登位後怕慕容皝不能接納自己，於是在慕容仁在平郭（今遼寧熊岳城）舉兵西行至棘城以攻慕容皝，並以慕容昭為內應。不過，慕容仁尚在途中，其計劃就被揭發，慕容昭被慕容皝賜死，慕容仁唯有回軍據守平郭。慕容皝於是派兵讨伐，却大败于汶城以北。及後孫機更以遼東郡向慕容仁投降，令其盡得遼東之地，而且獲得段部鮮卑首領段遼和鮮卑諸部的支持，遙遙相援。
咸和九年（334年），慕容皝接連派兵攻殺鮮卑木堤和烏丸悉羅侯。段遼亦攻徒何，不能攻破後更派段蘭和在上一年因懼慕容皝猜忌而出奔段部的慕容翰進攻柳城（今遼寧朝陽市），守將石琮死守，終於退軍。同年，派往東晉報喪的隊伍回遼東，慕容皝獲東晉授予鎮軍大將軍、平州刺史、大單于、遼東公，持節，並因以往慕容廆之事，都督幽、平二州及東夷諸軍事並承制置百官，但皆被慕容仁所留，慕容皝一直至次年隊伍被放回棘城才獲受命。慕容皝亦於同年率军讨辽东，成功奪取襄平（今遼寧遼陽市），居就、新昌兩縣亦歸降，慕容皝置和陽、武次和西樂三縣就撤軍，又將遼東大姓分徒於棘城。
咸康二年（336年）正月，慕容皝堅持趁海面結冰而從海路進攻慕容仁，於是在壬午日（2月17日）自昌黎東出發，經結冰海面走三百多里，至歷林口就放下輜重輕兵直取平郭。慕容皝軍行至平郭七里以外時，慕容仁斥候才向慕容仁報告，令慕容仁狼狽到城西北迎戰。當時慕容軍率部向慕容皝投降，震動慕容仁軍心，慕容皝於是趁機進攻，大敗對方，慕容仁亦被擒和被賜死。

### 消滅段部
平定慕容仁後，至六月，段遼又派兵進攻慕容皝，分別攻擊武興以及柳城，當時宇文逸豆歸亦攻進安晉以作聲援，慕容皝別將擊破攻武興之軍，而自己率兵增援柳城，逼走屯於城西的段蘭後轉攻安晉，並派封奕大敗逃走的宇文逸豆歸部眾。及後慕容皝預料二部會再來，於是命封奕在馬兜山設伏，成功大敗下月來攻的段遼。其後又命世子慕容儁和封奕分別進攻段部和宇文部，皆大勝。慕容又下令在乙連東築好城並置戍，又建曲水城作好城之援，以威逼乙連。當時乙連大饑，段遼命人輸送糧食，但就被戍守好城的蘭勃所敗。後段遼部將段屈雲進攻興國，又被慕容皝將慕容遵擊敗並盡俘其部眾。
咸康三年十月丁卯（337年11月23日），慕容皝聽從封奕的勸告，自称燕王，建前燕，追慕容廆为武宣王，夫人段氏为武宣后，立世子慕容儁为王太子。當年又因段部鮮卑多番入侵，於是派宋回向後趙稱藩，以其弟慕容汗為人質，請求後趙與其聯兵進攻段部鮮卑。後趙天王石虎大悅，答允並送還慕容汗，約定明年進攻。随后在咸康四年（338年），石虎率眾進攻段部鮮卑，慕容皝則出兵進掠令支以北諸城，並大敗追擊的段蘭，大掠而還。而因石虎持续進攻，四十多座城被石虎所得，段遼於是棄守令支而逃至密雲山。石虎入令支後，不滿慕容皝自掠人民牲畜後回軍，不與其會師，於是下令進攻慕容皝。後趙軍持续進攻，至五月戊子日（6月12日）攻至棘城時，慕容皝打算逃亡，但被慕輿根勸阻，當時玄菟太守劉佩更率敢死隊數百騎出城衝擊後趙軍，所向披靡，令城中士氣大增；封奕亦勸慕容皝堅守，終令慕容皝安心不降。兩軍相持十多日後，後趙軍引兵退還，慕容皝派慕容恪率二千騎進攻後趙軍，驚擾敵軍而令其棄甲潰散，殺三萬餘人。及後慕容皝分兵收復原本叛歸後趙的各個郡縣，並擴境至凡城，置戍而還。十二月，段遼降後趙，不久又悔而轉投慕容皝，而後趙已派麻秋支援段遼，慕容皝於是命慕容恪設伏於密雲山，大敗麻秋，並帶著段遼和其部眾撤還。

### 受封燕王
咸康五年（339年），慕容皝守將擊退來攻凡城的後趙軍隊，又因自稱燕王未受東晉朝命，於是命長史劉翔向建康獻捷，兼求假燕王璽綬，又請大舉出兵平定中原。不過當時朝廷議論未肯容讓慕容皝稱王。此時慕容皝得知庾亮去世，其弟庾冰及庾翼分掌朝廷中樞及荊州要地，於是上書要晉成帝以史為鑑，親近賢達，不要親信外戚。又寫信給庾冰，指責他掌握朝權，卻未能為國雪恥，只「安枕逍遙，雅談卒歲」。庾冰知道慕容皝的上表和書信後十分恐懼，自以道遠而不能控制他，於是奏請順應慕容皝的請求。咸康七年（341年），慕容皝獲東晉任命為使持節、大將軍、都督河北諸軍事、幽州牧、大單于，封燕王。

### 消除後憂
在受封燕王的同一年，慕容皝下令在柳城以北，龍山以西修建龍城，並改柳城為龍城。至次年（342年）正式遷入龍城。遷都後，慕容皝聽從早前歸國的慕容翰建議，先襲破高句麗，後才再攻取宇文鮮卑，以解後顧之憂，專心圖取中原土地。慕容皝並自率精兵四萬從險狹的南道進攻高句麗，以慕容翰及慕容垂為前鋒，以王寓領偏師五千走平廣開闊的北道引誘敵軍，終出其不意，成功攻陷高句麗都城丸都（今吉林集安），高句麗王高釗出逃，慕容皝招引不出，且因王寓敗沒而沒有追擊，於是挖出高釗父高乙弗利的屍體，連同丸都城中府庫收藏的珍寶、高釗母親和妻子及擄掠的五萬多人一同西還，更毀丸都。高句麗因而於翌年（343年）向慕容皝稱臣，慕容皝於是送還其父親屍體，留其母為人質。
高句麗稱臣於慕容皝後，慕容皝又擊敗了宇文逸豆歸派來進攻的國相莫淺渾。建元二年（344年），慕容皝親自率二萬騎兵討伐宇文鮮卑，又派慕容翰為前鋒，慕容軍、慕容恪、慕容垂及慕輿根兵分三路一同進攻。慕容翰與宇文逸豆歸大將涉奕大戰，涉奕于戰死，宇文部軍心瓦解，被慕容皝所敗，都城紫蒙川陷落，宇文逸豆歸敗死漠北，宇文鮮卑至此被慕容皝所併。
此战后慕容皝终究不能对慕容翰放心，将其赐死。
永和元年（345年），慕容皝又派慕容恪攻高句麗，攻克南蘇並置戍而還。永和二年（346年）又命慕容儁與慕容軍、慕容恪及慕輿根率一萬七千兵東襲夫餘，成功俘虜夫餘王餘玄等五萬多人回國。
而早在咸康六年（340年），後趙已大舉徵兵，大行屯田，並收集戰馬，準備進攻慕容皝。當時慕容皝認為薊城因樂安得重兵駐守而防禦空虛，突襲薊城，守城的石光驚懼而不出擊，慕容皝攻陷高陽並焚毀積聚的軍糧，更掠奪了三萬餘戶。此舉打亂了後趙進攻計劃，而慕容皝平定高句麗和宇文部等主要對手後，前燕就能更集中對抗後趙，終令前燕得以專心在永和六年（350年）乘後趙內亂出兵中原。
永和四年九月丙申日（348年10月25日），慕容皝去世，时年五十二，諡為文明王。

## 政治措施
- 永和元年（345年），慕容皝自以古時諸侯即位皆稱元年，故此不再用晉朝年號，追咸和八年（333年）登位起計，改稱十二年。
- 慕容皝汉化较深，崇尚儒学，设东庠（学校），以大臣子弟为官学生，号高门生。亲临讲授，每月考试优劣。
- 慕容皝鼓勵農耕，例如就曾在朝陽門東設籍田，置官主理。後又親自巡行各郡縣，鼓勵和督察農業活動。更加罷園林供沒有土地的農民耕種，更贈送一頭耕牛給沒有牛的農民。
- 慕容皝曾樹立納諫之木，以示他願意接受正直諫言。

## 性格特徵
- 史載慕容皝身長七尺八寸（約191厘米）。
- 慕容皝好文學典籍，故他勸於到東庠講授，學生多達千餘人。慕容皝更親作《太上章》以取代《急就篇》作學生識字的書籍，又寫了《典誡》共十五篇，皆用來教授學生。

## 逸事
- 《晉書》載慕容皝一次在國境西邊畋獵，將渡河時見一個騎白馬，穿紅衣的老人，舉手指揮著慕容皝，說該處不是狩獵場，要慕容皝離開。不過慕容皝沒有將事件說出來，更渡河狩獵，接連幾日大有收獲。慕容皝及後見到一隻白兔，於是策馬追射，但馬匹卻跌倒，慕容皝亦墮馬受傷，這時才說出他看見老人一事。慕容皝回龍城後將後事託付給世子慕容儁，後就死去了。王隱《晉書》亦有相近記載，不過是老人說話後就不見了，而後追獵白兔時墮馬撼石，當場死亡。

## 家庭

### 妻妾
- 段王后
- 拓跋氏，代王拓跋翳槐之女。慕容皝的女儿嫁给代王拓跋什翼犍后，于同年（344年）九月所娶[4]，后事不详
- 兰淑仪，慕容垂生母
- 公孫氏，慕容纳、慕容德生母
- 高氏，慕容恪生母

### 子女
- 慕容儁，前燕景昭帝
- 太原王慕容恪
- 吴王慕容霸，後來改名為慕容垂，后为后燕成武皇帝
- 范阳王慕容友
- 庐江王慕容宜
- 宜都王慕容桓，370年被杀
- 临贺王慕容遵
- 河间王慕容徽
- 历阳王慕容龍
- 北海王慕容納，南燕穆帝
- 兰陵王慕容秀
- 安丰王慕容嶽
- 梁公慕容德，后为范阳王、南燕献武皇帝
- 始安公慕容默
- 南康公慕容僂
- 慕容氏，代王拓跋什翼犍妻
- 慕容氏，嫁夫馀玄王
- 慕容氏，宇文输的母亲[5]
- 新城公主，嫁后燕侍中、顿丘王兰审[6]

### 相關人物
- 慕容評
- 慕容軍
- 慕容彪

## 相關作品
- 近肖古王 (電視劇)中由宋龙台（송용태）飾演慕容皝。

## 延伸阅读
[在维基数据编辑]
 《晉書/卷109》，出自房玄齡《晉書》